# Mokhtarnameh
 (juin 2023).
Si vous disposez d'ouvrages ou d'articles de référence ou si vous connaissez des sites web de qualité traitant du thème abordé ici, merci de compléter l'article en donnant les références utiles à sa vérifiabilité et en les liant à la section « Notes et références ».
Mokhtarnameh (en persan : مختارنامه) est une série télévisée épique/historique iranienne dirigée par Davood Mirbagheri, basée sur la vie d'Al-Moukhtar, un révolutionnaire pro-Alide basé à Koufa, qui a dirigé une rébellion contre le califat omeyyade en 685 et a régné sur la majeure partie de l'Irak pendant dix-huit mois pendant la deuxième guerre civile islamique. Plus de 140 acteurs y ont été moulés. Mokhtarnameh est un programme télévisé basé sur des événements réels.

## Résumé de l'intrigue
Après neuf ans d'agriculture et loin du champ de bataille, Moukhtar revient à la politique quand Hasan ibn Ali est blessé dans sa bataille avec les forces de Muawiyah . Des années plus tard, Moukhtar arrive à Kufa pour préparer l'arrivée de Ḥusayn ibn 'Alī ' . Sur les ordres de Yazid, Ibn Ziyad arrive et unit le peuple de Kufa contre Husayn en utilisant des mensonges. Moukhtar est emprisonné pour empêcher l'émeute. Il est libéré après la bataille de Karbala sur ordre de Yazid. Moukhtar promet de venger la mort de Husayn. Ayant besoin d'alliés, il se rend à La Mecque et rencontre Ibn Zubayr. Moukhtar aide le frère d'Ibn Zubayr, Mus'ab, à vaincre un assaut omeyyade ; mais aucune alliance n'est faite. il retourne à Kufa et unit les gens maintenant qu'Ibn Ziyad est revenu à Damas et Kufa est sans chef. Moukhtar expulse le gouverneur nommé par Ibn Zubayr et prend le contrôle de la ville. Au cours des années suivantes, il tue presque tous les assassins d'Husayn, y compris Ibn Ziyad, Umar et Shimr, tout en combattant à la fois le calife omeyyade et les armées d'Ibn Zubayr. Finalement, il est vaincu par l'armée de Mus'ab et se retire dans son palais à Kufa. Après un an, il ordonne à ses forces de marcher et de briser le siège; mais seuls quelques-uns le suivent à l'extérieur. Moukhtar est tué et Mus'ab ordonne de façon surprenante que tous les soldats de Moukhtar qui se sont rendus soient décapités. 

## Production
La série, qui a duré cinq ans, comprend 40 épisodes et est produite par Sima Film. L'histoire passe en revue les événements menant au martyre des imams et se termine avec l'adolescence de Moukhtar. Le film(série télévisée)  par Amir Tavassoli avec en chœur traite également de seize ans de vie de Moukhtar et comprend la mort de Muawiyah, la succession de Yazid, et les événements menant à Achoura et tout ce qui a trait au soulèvement de Moukhtar jusqu'au martyre de son et de ses compagnons. 

## Acteurs
- Fariborz Arabnia en tant que Mokhtar Saqafi
- Zhaleh Olov en tant que mère de Mokhtar Saqafi
- Davoud Rashidi en tant que beau-père de Mokhtar Saqafi
- Farhad Aslani comme Ubayd Allah ibn Ziyad
- Amin Zendegani en tant que musulman ibn Aqeel
- Reza Kianian en tant que Abd Allah Ibn Zubayr
- Mohammad-Reza Sharifinia comme Muhammad ibn al-Hanafiyyah
- Seyed Javad Hashemi en tant que commandant en chef de l'armée de Hassan
- Parvin Soleimani en tant que femme vendant des cornichons
- Vishka Asayesh en tant que Ja'ada bint al-Ash Ath (l'épouse de Hassan ibn Ali)
- Gohar Kheirandish en tant que Hannaneh
- Hadis Fooladvand en tant que Rahele (épouse d'Ibrahim ibn Malik al-Ashtar)
- Elham Hamidi en tant que Shirin (épouse de Kian)
- Kazem HajirAzad comme Muhalab
- Behnaz Jafari en tant que Marieh (épouse d'Ubaidullah ibn Hurr Jofi)
- Karim Akbari Mobarakeh comme Ahmar ibn Shomait
- Fariba Kosari en tant qu'Umra (épouse de Mokhtar)
- Mehdi Fakhimzadeh comme Umar ibn Sa'd
- Nasrin Moghanloo en tant que Narieh (épouse de Mokhtar )
- Ebrahim Abadi comme Ubaydah (l'assistant de Mokhtar)
- Shahram Haghighat Doost comme Ubaidullah ibn Hurr Jofi
- Reza Rooygari en tant que Kian (l'assistant iranien de Mokhtar)
- Jafar Dehghan en tant que Mus'ab ibn al-Zubayr
- Mohammad Fili comme Shemr
- Hasan Pourshirazi en tant que Dyer Bahram
- Farrokh Nemati en tant que Hani ibn Urwa
- Hamid Ataei en tant que Saeb (l'assistant de Mokhtar)
- Hassan Mirbagheri comme Ibrahim ibn Malik al-Ashtar
- Ahu Kheradmand en tant que femme Kufi de Khouli
- Mahmoud Jafari comme Ma'aqhal
- Parviz Pourhosseini comme Maytham al-Tammar
- Anoushirvan Arjmand en tant que Rifaat ibn Shaddad
- Valiollah Momeni en tant que Shorahbill
- Hamed Haddadi en tant que Yahya ibn Zamzam
- Behnoosh Tabatabaei en tant que Khaashe'e (épouse de Monzar)
- Majid Alieslam en tant que Monzar ibn Zobayr
- Shohreh Lorestani en tant que femme Hamdanid
- Abbas Amiri comme Amer ibn Mas'oud
- Mostafa Tari comme Ibn Huraith
- Enayat Shafiee comme Abdollah ibn Kamel (l'assistant de Mokhtar)
- Ahmad Irandoost en tant que Haroon Na'lband